# Салли, Энтони
Энтони Джон «Джек» Салли (англ. Anthony John  'Jack' Sully; 2 января 1944, Сан-Франциско, Калифорния — 8 сентября 2023, Сан-Квентин, Калифорния) — американский серийный убийца, бывший офицер полиции, совершивший серию из 6 убийств в начале 1983 года на территории разных городов, входящих в область залива Сан-Франциско. Часть трупов своих жертв Салли поместил в металлические бочки и залил бетоном, после чего сбросил их на территории парка «Золотые ворота» в городе Сан-Франциско. Соучастниками убийств Энтони Салли стали как минимум три человека, но никто из них своевременно не заявил в полицию о содеянном. В июле 1986 года Салли был осуждён и приговорён к смертной казни.

## Биография
Энтони Джон «Джек» Салли родился 2 января 1944 года на территории округа Сан-Франциско. Детство и юность Салли провёл в городе Милбро, где окончил школу. В начале 1960-х Энтони познакомился с девушкой по имени Элизабет, на которой женился в 1965 году. После свадьбы заинтересовавшись работой в правоохранительных органах, Салли подал заявление о приёме на работу в полицию города Милбро. Энтони Салли стал офицером полиции в 1966 году. В период с 1966 года по 1974 год Салли служил в патрульно-постовой службе. Он не подвергался дисциплинарным взысканиям и зарекомендовал себя с положительной стороны. Тем не менее, в этот период он был замечен в проявлении девиантного поведения. В 1969 году его жена подала заявление о разводе, заявив, что на протяжении 4 лет брака подвергалась со стороны Салли физическому насилию. В 1974 году Салли женился во второй раз, однако вскоре также стал подвергать жену агрессии и физическому насилию, благодаря чему через 15 месяцев после свадьбы, его жена Донна Салли подала на развод, а суд для её защиты наложил Энтони запрет на приближение к его бывшей жене, её ребёнку и другим родственникам. После увольнения из полиции в конце 1970-х Салли решил заняться предпринимательской деятельностью. Он стал работать подрядчиком по выполнению электромонтажных и строительных работ, с целью чего арендовал ангар в городе Берлингейм, который использовал в качестве склада. В начале 1980-х Энтони Салли стал демонстрировать патологически повышенное половое влечение к девушкам, он стал много времени проводить в обществе сутенёров и проституток и был известен в этих кругах под прозвищем «Джек». Впоследствии Энтони Салли вложил несколько тысяч долларов в создание одного из агентств по оказанию эскорт-услуг и был замечен в употреблении наркотических средств.

## Серия убийств
В 1982 году Энтони Салли познакомился с 32-летней Тиной Ливингстон, которая была владелицей одного из агентств по оказанию эскорт-услуг. Одна из девушек, работавших в агентстве Тины Ливингстон, 24-летняя Глория Фравел не смогла вернуть ей долг в размере 500 долларов, после чего попыталась сбежать. В начале февраля 1983 года Ливингстон и другая проститутка по имени Келли «Энджел» Бернс установили местонахождение Фрейвел в городе Сан-Франциско, после чего доставили её на склад Салли в городе Берлингейм. Когда все трое прибыли на склад, Энтони Салли предложил Глории Фрейвел заняться сексом, но получил отказ. Салли избил девушку и отвёл её в заднюю часть склада, где заковал её в наручники и подвесил к потолку. На протяжении двух последующих дней Салли держал девушку на складе, где подвергал пыткам и сексуальному насилию, в то время как Тина Ливингстон и Келли «Энджел» Бернс находились в другой части помещения ангара. Во время одной из пыток Энтони Салли связал с помощью верёвки висельную петлю и накинул её на шею девушки. Большую часть времени он находился в состоянии наркотического опьянения из-за употребления кокаина. Во время принятия одной из доз наркотических средств, Салли потерял контроль над ситуацией, благодаря чему Глория Фрейвел сумела освободиться от кляпа и стала кричать. Тина Ливингстон и Келли «Энджел» Бернс безуспешно пытались заменить кляп и заставить Глорию замолчать, после чего Салли задушил девушку с помощью верёвки. С помощью Бернс и Ливингстон преступник поместил тело жертвы в свою машину, после чего вместе с Бернс покинул территорию склада с целью избавиться от тела. Во время поездки Глория Фрейвел пришла в сознание, вследствие чего преступники остановили автомобиль на обочине дороги и Энтони Салли несколько раз ударил Фрейвел топором в область головы, нанеся ей травмы, от последствий которых она умерла. Тело жертвы они сбросили недалеко от места совершения убийства, где оно было обнаружено 7 февраля того же года. Вскоре после убийства Глории Фрейвел Салли попросил Тину Ливингстон привести девушку, которая не является проституткой, но согласна была бы оказать ему сексуальные услуги за материальное вознаграждение. Через несколько дней Ливингстон позвонила Энтони и рассказала ему о 19-летней Бренде Окден, соседке по комнате одной из работниц её эскорт-агентства. 19-летняя Окден в начале 1980-х сбежала из дома в городе Хантингтон-Бич, после чего начала вести маргинальный образ жизни и была замечена в занятии проституцией. Девушка была фанаткой рок-музыки жанра «панк-рок» и была известна среди представителей неформальной молодёжи под прозвищем «Бренда Рул» (англ. Brenda Rule). В середине февраля Окден была доставлена в Берлингейм на территорию склада Энтони Салли, где он застрелил девушку выстрелом в затылок из пистолета 38-го калибра. После убийства Тина Ливингстон по просьбе Салли распространила среди друзей и знакомых Бренды Окден слух о том, что девушка села на автобус и покинула Сан-Франциско в неизвестном направлении.
Следующими жертвами Салли стали 24-летний сутенёр по имени Майкл Томас и его гражданская жена 20-летняя Филис Мелендес. Томас вёл криминальный образ жизни и начиная с 1977 года неоднократно подвергался арестам за совершение грабежей и хранение наркотических средств. Филис Мелендес являлась проституткой и в течение 1982 года пять раз подвергалась арестам по обвинению в занятии проституцией. В начале 1983 года у Томаса возник конфликт с Энтони Салли, после чего Салли в апреле 1983 года пригласил его и Филис Мелендес к себе в ангар, где он вскоре после того, как они появились, застрелил их выстрелом в затылок из пистолета 38-го калибра. Он поместил трупы Бренды Окден, Майкла Томаса и Филис Мелендес в металлические бочки объёмом 200 литров, после чего залил их цементным раствором и сбросил их на территории парка «Золотые ворота» 29 апреля 1983 года, где они были обнаружены впоследствии через несколько дней.
Очередной жертвой серийного убийцы стала 22-летняя Барбара Сирли. Салли был знаком с девушкой и некоторое время состоял с ней в интимных отношениях. В августе 1983 года он позвонил девушке с предложением о встрече и оказания материальной помощи, которое она приняла. После того как Барбара Сирли появилась в ангаре Салли, преступник застрелил её выстрелом из пистолета в затылок. После совершения убийства Энтони передал одежду и личные вещи убитой Тине Ливингстон в качестве оплаты за то, чтобы она посетила квартиру Барбары Сирли с целью уничтожить сообщение на автоответчике её телефона, которое оставил ей Салли перед совершением преступления, однако Ливингстон не смогла проникнуть в апартаменты убитой. Тело Барбары Сирли преступник завернул в прозрачную плёнку, после чего при помощи Ливингстон вывез на окраину города и сбросил на обочине дороги, где оно было обнаружено 18 августа того же года.
Последней жертвой Салли стала 24-летняя Кэтрин Барретт. Девушка была известна в округе как торговец наркотических средств. В конце августа 1983 года она предложила Энтони Салли приобрести 6 унций кокаина, после чего он при помощи Тины Ливингстон доставил её в свой ангар. При содействии своего друга 20-летнего Майкла Фрэнсиса Салли совершил нападение на Барретт, во время которого нанёс ей 6 ударов ножом в область груди и несколько ударов кувалдой по голове, от последствий которых она умерла. Тело девушки было найдено обнажённым, завёрнутым в полиэтиленовую плёнку на одной из улиц в южной части Сан-Франциско 19 августа 1983 года.

## Арест
Энтони Салли был арестован 25 августа 1983 года на основании результатов криминалистическо-дактилоскопической экспертизы двух отпечатков пальцев, обнаруженных полицией в ходе расследования на бочках, в которых находились трупы Майкла Томаса, Бренды Окден и Филис Мелендес. Помимо отпечатков пальцев, оставленных на поверхности бочек, отпечатки ладоней Салли и его сообщницы Келли «Энджел» Бернс были обнаружены на поверхности застывшего бетона внутри одной из бочек. После ареста полицией был произведён обыск в салоне автомобиля Энтони Салли и в ангаре, где произошли убийства. В ходе обыска было установлено, что бочки были украдены с территории другого ангара, который был расположен в нескольких десятках метров от ангара Энтони Салли. В ходе обыска в салоне автомобиля подозреваемого были обнаружены пластиковые пакеты, имеющие конструктивный дефект, идентичный дефекту на пакетах, в которые был завёрнут труп Майкла Томаса. В автомобиле Салли и на территории ангара была обнаружена хлопковая верёвка белого цвета. На основании результатов криминалистической экспертизы ворсовых покрытий следствие установило, что этой же верёвкой были связаны конечности жертвы Барбары Сирси, фрагменты которой остались на её трупе во время обнаружения её тела. В ходе обыска на территории ангара была обнаружена начатая пачка сигарет марки «Benson and Hedges», номер партии которой соответствовал номеру партии, который был обнаружен на сигаретных окурках, обнаруженных полицией на теле жертвы Кэтрин Баррет. После ареста Салли в полицию обратилась Тина Ливингстон. Она созналась в соучастии убийств и дала показания против Энтони Салли, на основании которых впоследствии были арестованы Келли «Энджел» Бернс и Майкл Фрэнсис. В конечном итоге Энтони Салли в октябре 1983 года были предъявлены обвинения в совершении 6 убийств, но он не признал себя виновным ни по одному  пункту обвинения.

## Суд
3 июня 1986 года Энтони Джон Салли вердиктом жюри присяжных заседателей был признан виновным по всем пунктам обвинения, на основании чего 15 июля того же года он получил уголовное наказание в виде смертной казни. Во время оглашения приговора в зале суда Салли выступил с 40-минутной речью, во время которой заявил о своей невиновности.
Его основная сообщница 36-летняя Тина Ливингстон заключила с прокуратурой округа Сан-Матео соглашение о признании вины. В обмен на отмену уголовного наказания в виде пожизненного лишения свободы Ливингстон согласилась выступить на судебном процессе Энтони Салли в статусе ключевого свидетеля обвинения и дать подробные показания по каждому эпизоду, на основании чего ей было предъявлено обвинение в непреднамеренном убийстве. Ливингстон была осуждена летом 1986 года и получила в качестве уголовного наказания три года лишения свободы, но была освобождена в зале суда и отпущена на свободу. Решением суда было объявлено, что на момент вынесения приговора Ливингстон полностью отбыла назначенное судом наказание, поскольку суд учёл время, которое Тина Ливингстон провела под стражей начиная со дня ареста в августе 1983 года. 22-летний Майкл Энтони Фрэнсис в январе 1986 года был осуждён по обвинению в соучастии убийства Кэтрин Баррет и получил в качестве уголовного наказания пожизненное лишение свободы с правом условно-досрочного освобождения по отбытии 25 лет заключения. Последняя известная сообщница Энтони Салли — Келли «Энджел» Бернс — в августе 1986 года была признана виновной в соучастии убийств Макла Томаса, Филис Мелендес и Бренды Окден. Она была осуждена и также была приговорена к уголовному наказанию в виде пожизненного лишения свободы с правом условно-досрочного освобождения по отбытии 25 лет заключения.

## В заключении
Все последующие годы жизни Энтони Джон Салли провёл в камере смертников тюрьмы Сан-Квентин в ожидании исполнения смертной казни. Дважды, в 1991-м и в 2013-м годах он подавал апелляции на отмену смертной казни и назначение нового судебного разбирательства, но его апелляции были отклонены.
Один из его сообщников, Майкл Энтони Фрэнсис, отбыв в заключении 21 год, в 2004-м году получил право подать ходатайство на условно-досрочное освобождение, но ему было отказано. В последующие годы он ещё 4 раза подавал подобные ходатайства, но ему всегда было отказано. В последний раз он подал ходатайство на условно-досрочное освобождение 10 марта 2020 года, но ему снова было отказано и запрещено подавать подобные ходатайства до марта 2025 года. В 2025 году МАйклу Фрэнсису снова было отказано в условно-досрочном освобождении и запрещено подавать подобные ходатайства до 2028 года. По состоянию на май 2025 года 61-летний Майкл Фрэнсис продолжал отбывать свое наказание в тюрьме «High Desert State Prison».
Последняя известная сообщница Энтони Салли — Келли «Энджел» Бернс — получила условно-досрочное освобождение и вышла на свободу в конце 2016 года, проведя в заключении более 33 лет.